# Анрі Краусс
Анрі Краусс (фр. Henry Krauss, при народженні — Анрі Краус (фр. Henri Kraus); 22 квітня 1866, Париж, Франція — 15 грудня 1935, Париж, Франція) — французький театральний та кіноактор, режисер.

## Біографія та кар'єра
Анрі Краусс народився 22 квітня 1866 року у Парижі, Франція. До появи кінематографа протягом 20-ти років працював актором низки паризьких театрів. З 1908 року почав зніматися у кіно. Входи до акторської трупи Кінематографічного товариства драматургів та письменників (фр. Societé cinématographique des auteurs et gens de lettres — SCAGL), граючи ролі у численних екранізаціях творів французьких авторів, серед яких «Собор Паризької Богоматері» (1911), «Знедолені» (1913) та «Дев'яносто третій рік» (1921) Віктора Гюго, «Жерміналь» (1913) Еміля Золя та ін.
Після Першої світової війни як режисер поставив кілька стрічок, що не мали успіху.
У 1934 році Анрі Краусс вдруге знався в екранізації роману Віктора Гюго «Знедолені», де зіграв роль монсеньйора Мірієля. Ця роль стала останньою роботою актора у кіно.
Помер Анрі Краусс у Парижі 12 грудня 1935 року у 69-річному віці.

## Фільмографія (вибірково)
Актор
- 1908 : Арлезіанка / L'Arlésienne

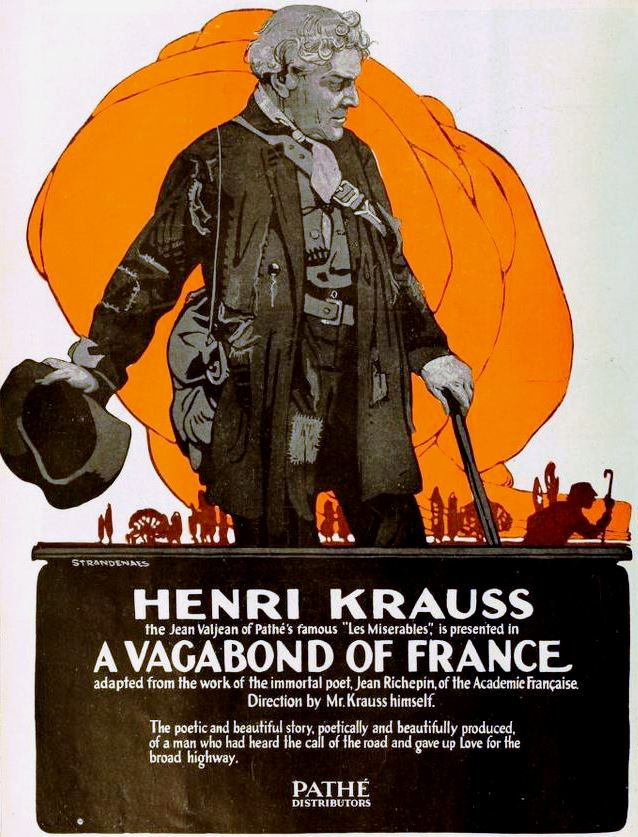
Анрі Краус на плакаті до фільму «Бродяга» (1917)

- 1908 : Марія Стюарт / Marie Stuart
- 1908 : Вільгельм Телль / Guillaume Tell
- 1909 : Нельська вежа / La tour de Nesle — Бурідан
- 1910 : Ернані / Hernani
- 1911 : Собор Паризької Богоматері / Notre-Dame de Paris — Квазімодо
- 1911 : Трістан та Ізольда / Tristan et Yseult
- 1912 : Паризькі таємниці / Les mystères de Paris
- 1912 : Горбань / Le bossu
- 1912 : Маріон Делорм / Marion de Lorme
- 1913 : Знедолені / Les misérables — Жан Вальжан
- 1913 : Жерміналь / Germinal — Етьєн Латьє
- 1913 : Сирена / La Glu — доктор Вільямс
- 1914 : Шевальє де Мезон-Руж / Le chevalier de Maison-Rouge
- 1915 : У сім'ї / En famille
- 1915 : Брати корсиканці / Les frères corses — Дюма, батько
- 1917 : Бродяга / Le chemineau — бродяга
- 1918 : Андре Корнеліс / André Cornélis
- 1918 : Маріон Делорм / Marion de Lorme
- 1921 : Дев'яносто третій рік / Quatre-vingt-treize
- 1921 : Фромон молодший та Ріслер старший / Fromont jeune et Risler aîné — Гійом Ріслер
- 1922 : Імператор жебраків / L'empereur des pauvres — Жан Сарріа
- 1922 : Чорний діамант / Le diamant noir — мосьє де Мітрі
- 1924 : Тіні, що йдуть геть / Les ombres qui passent — Барклай, батько
- 1924 : Вірую, або Трагедія Лурда / Credo ou la tragédie de Lourdes — Венсан Левер'єр
- 1924 : Париж / Paris — Франсуа Рулле
- 1925 : Горбань / Le bossu
- 1925 : Рижик / Poil de carotte — мосьє Лепік
- 1927 : Наполеон / Napoléon — капітан Мусташ
- 1928 : Патетична симфонія / La symphonie pathétique — Крістіан Маркс
- 1934 : Знедолені / Les misérables — монсеньйор Мірієль